# 万林艺术博物馆

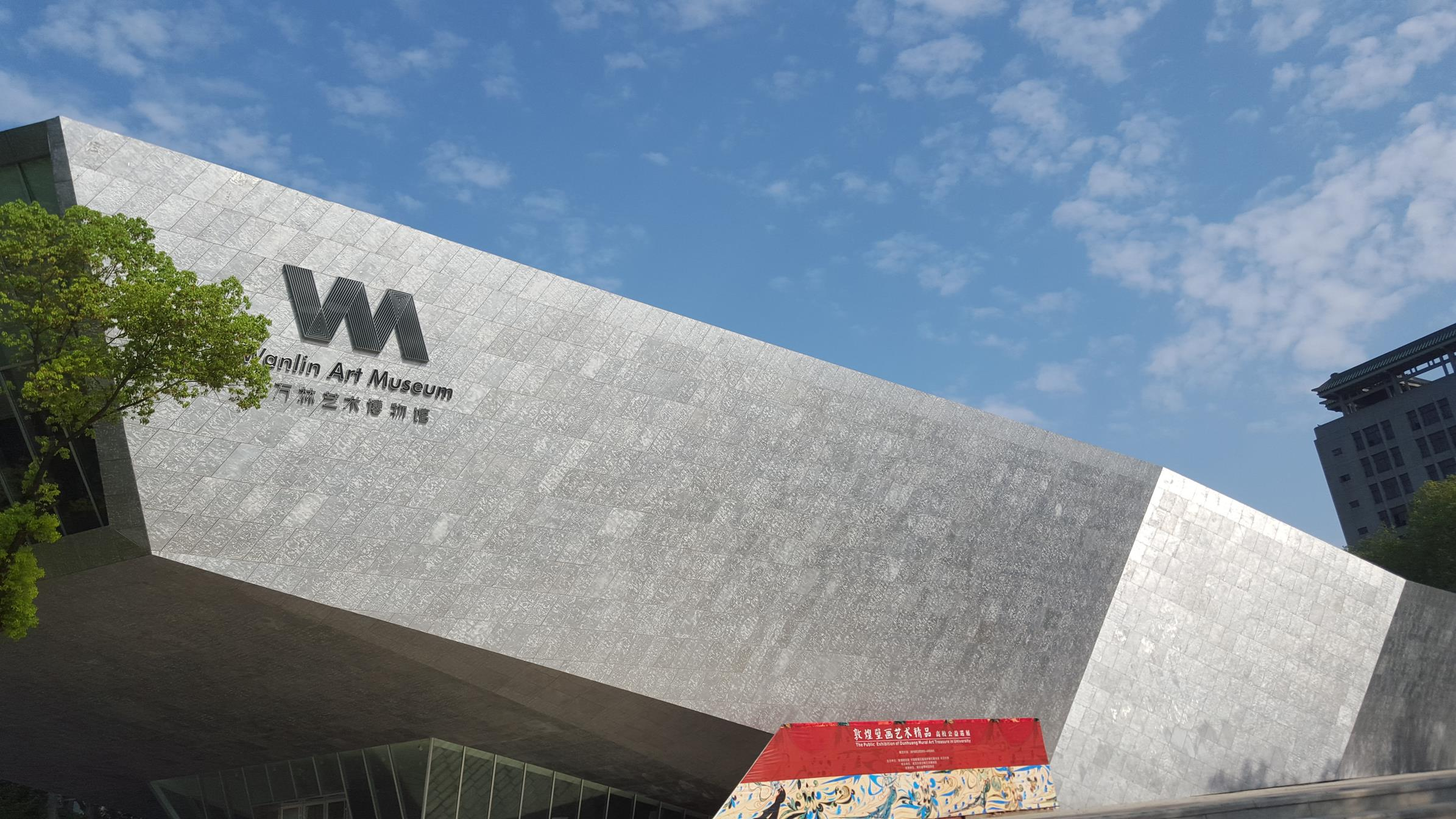
万林艺术博物馆

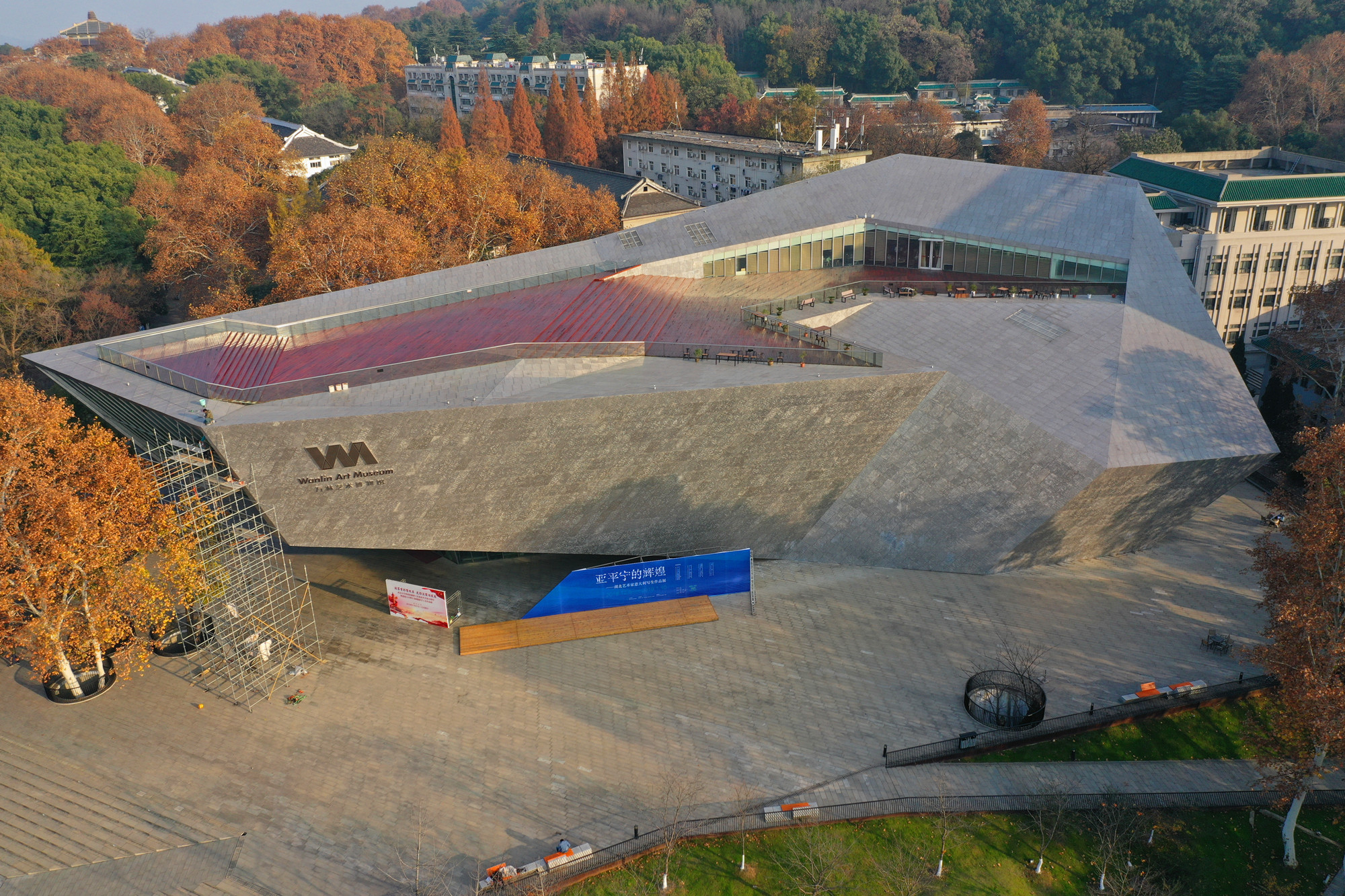
俯视

万林艺术博物馆，是武汉大学校内的一座艺术博物馆，位于图书馆与中心湖之间，由校友陈东升捐资建造。2012年10月动工，2015年5月9日开馆。

## 历史
2011年6月，泰康人寿董事长、嘉德拍卖创始人、武汉大学校友陈东升捐款1亿元人民币用于建设万林艺术博物馆，该馆以其父之名命名。陈东升开创了中国内地高校个人捐建艺术博物馆的先河。
2011年11月，武汉大学公开征集博物馆的设计方案，两位设计师提供了四套方案。校方许诺将继续向师生征集，后宣布将召开听证会四选一。2012年10月30日在未举办听证会的情况下，以四套方案以外的另一方案直接开始施工。该方案的设计者朱锫也设计了阿布扎比古根海姆美术馆。该方案偏现代，而武汉大学校园为中国古典风格，所以武汉大学校内师生对该方案反对和赞同的声音都有。
2012年10月30日，万林艺术博物馆举行奠基仪式。2013年11月28日，万林艺术博物馆封顶启动仪式举行，陈东升及夫人孔东梅以及武汉大学校友、校领导出席。博物馆馆舍高28米，总建筑面积大约8410平方米，地上三层，地下一层。
2015年5月9日，万林艺术博物馆开馆，对社会公众免费开放。开馆当天，陈东升将40余件、总价值大约3000万人民币的中国现当代艺术品捐赠给博物馆（其中有齐白石、张大千、何多苓、张晓刚、方力钧等的作品），并由泰康人寿承办开馆首展《聚变：1930年代以来的中国现当代艺术》，启动了博物馆的馆藏建设工作。
万林艺术博物馆保存了武汉大学自创办以来收藏的文物，包括国立武汉大学第一任校长王世杰的藏品以及武汉大学历届校友捐赠的文物。